# 封门诡影
《封门诡影》（英語：Nowhere to Run），中国大陆惊悚恐怖片，导演王孟圆，主演葛天、隋咏良、张铎、杜语庭、钱思曈、刘滢、屠育玮、尉迟少南。

## 剧情
该片改编自震撼中国大陆的灵异事件——河南省焦作沁阳市封门村全村日集体失踪事件。

## 演出
- 张铎 出演 张扬
- 隋咏良 出演 文凯
- 葛天 出演 于曼[1]
- 屠育玮 出演 张默
- 杜语庭 出演 老杜
- 钱思曈 出演 小彤

## 制作
该片拍摄于河南省焦作市沁阳市封门村，此地背阴，位于山坳中，三面环山，山顶有千年古庙，成“品”字形，村里都是石屋相连，成“亡”字形，当地人谈村色变，称“三庙镇鬼，封门绝户”，按照中国风水理论，不利于居住。

## 票房
该片首日票房400万，首周票房1500万。